# Neil Seery
Neil Gerard Seery,, född 30 augusti 1979 i Dublin, är en irländsk före detta professionell MMA-utövare som 2014-2017 tävlade i organisationen Ultimate Fighting Championship.